# Nachtruhe
Die Nachtruhe ist in Deutschland ein Begriff des Schallimmissionsschutzes. Der Rechtsbegriff der Nachtruhe ist in einigen Landes-Immissionsschutzgesetzen geregelt. Während der Nachtruhe sind Betätigungen verboten, welche die Nachtruhe zu stören geeignet sind. Die Nachtruhe dauert in Deutschland im Allgemeinen von 22 Uhr bis 6 Uhr.

## Regelungen der Europäischen Union
In der „Richtlinie 2002/49/EG des Europäischen Parlaments und des Rates vom 25. Juni 2002 über die Bewertung und Bekämpfung von Umgebungslärm – Erklärung der Kommission im Vermittlungsausschuss zur Richtlinie über die Bewertung und Bekämpfung von Umgebungslärm“ lautet es in Anhang I:

„Ferner gilt:
- Der Tag entspricht einem Zeitraum von 12 Stunden, der Abend einem Zeitraum von 4 Stunden und die Nacht einem Zeitraum von 8 Stunden; die Mitgliedstaaten können den Abend um eine oder zwei Stunden kürzen und den Tag und/oder den Nachtzeitraum entsprechend verlängern, sofern dies für sämtliche Lärmquellen einheitlich geregelt ist und sie der Kommission Informationen über jede systematische Abweichung von der Standardoption übermitteln;
- der Tagesanfang (und damit der Anfang des Abends und der Nacht) ist vom Mitgliedstaat festzulegen (dies ist für sämtliche Lärmquellen einheitlich zu regeln); werden die Zeiten nicht anders festgelegt, gelten die Standardzeiten 7.00–19.00 Uhr, 19.00–23.00 Uhr und 23.00–7.00 Uhr Ortszeit;“

## Rechtslage in Deutschland
In Deutschland basiert der Schutz der Nachtruhe auf dem Bundes-Immissionsschutzgesetz (BImSchG) und nachgeordneten Bestimmungen. Ausnahmen von der Nachtruhe, z. B. für Industriebetriebe, werden durch das Bundes-Immissionsschutzgesetz (BImSchG) geregelt. Nachgeordnet sind:
- Geräte- und Maschinenlärmschutzverordnung (32. Verordnung zur Durchführung des Bundes-Immissionsschutzgesetzes, 32. BImSchV)
- Technische Anleitung zum Schutz gegen Lärm (Sechste Verwaltungsvorschrift zum Bundes-Immissionsschutzgesetz, TA Lärm)

Gemäß § 7 Abs. 1 32. BImSchV ist der Betrieb von im Anhang der Verordnung näher aufgeführter Maschinen von 20:00 Uhr bis 7:00 Uhr unzulässig. Besonders lärmintensive Geräte wie etwa Rasentrimmer oder Freischneider dürfen gemäß § 7 Abs. 1 Nr. 2 der Verordnung „an Werktagen auch in der Zeit von 07.00 Uhr bis 09.00 Uhr, von 13.00 Uhr bis 15.00 Uhr und von 17.00 Uhr bis 20.00 Uhr nicht betrieben werden“. Damit ergibt sich eine um die Nachtruhe gelegene geschützte Zeit von 17:00 bis 09:00.
In der TA Lärm gilt „nachts“ von 22:00 bis 6:00 Uhr, jedoch gibt es durch Zuschläge zum Beurteilungspegel geschützte Randzeiten: an Werktagen 06:00–07:00 Uhr, 20:00–22:00 Uhr und an Sonn- und Feiertagen 06:00–09:00 Uhr und 20:00–22:00 Uhr. Damit ergibt sich eine um die Nachtruhe gelegene geschützte Zeit von 20:00 bis 07:00.

### Rechtslage in Baden-Württemberg
Der Verwaltungsgerichtshof (VGH) Baden-Württemberg in Mannheim entschied 2018, dass Regelungen der Stadt Heidelberg – Sperrzeiten von Montag bis Mittwoch ab 2 Uhr und Donnerstag bis Sonntag ab 4 Uhr – die Nachtruhe nicht genügend schützen.

### Rechtslage in Bayern
Aus der Bayerischen Biergartenverordnung ergibt sich eine abweichende Nachtzeit 23 Uhr bis 7 Uhr.
In München gilt laut Hausarbeits- und MusiklärmVO § 2 Musikinstrumente, Tonwiedergabegeräte Abs. 2: „In der Zeit von 22.00 Uhr und 7.00 Uhr darf die Nachtruhe durch die Benutzung dieser Instrumente und Geräte nicht gestört werden, es sei denn, dass die Störung auch unter besonderer Berücksichtigungen des Schutzes der Nachbarschaft und der Allgemeinheit vor nächtlichem Lärm objektiv als zumutbar anzuerkennen ist.“ In § 1 Haus- und Gartenarbeiten gilt zudem nach Abs. 1 „Ruhestörende Haus- und Gartenarbeiten dürfen nur von Montag bis einschließlich Samstag in der Zeit von 8.00 Uhr bis 12.00 Uhr sowie von 15.00 bis 18.00 Uhr ausgeführt werden, soweit in Abs. 2 nichts anderes bestimmt ist.“ und Abs. 2: „Freischneider mit Verbrennungsmotor, Grastrimmer/Graskantenschneider mit Verbrennungsmotor, Laubbläser und Laubsammler (sowohl mit Verbrennungs- als auch mit Elektromotor) dürfen nur von Montag bis einschließlich Samstag von 09.00 Uhr bis 12.00 Uhr sowie von Montag bis einschließlich Freitag von 15.00 Uhr bis 17.00 Uhr betrieben werden.“, so dass sich die geschützte Ruhezeiten um die Nachtruhe von 18:00 bis 08:00 bzw. 17:00 bis 09:00 ergeben. Für den Flughafen München gilt eine Kernschutzzeit von 00:00 bis 05:00, die Zeiten 22:00 bis 00:00 und 05:00 bis 06:00 sind Randzeiten und weniger geschützt.

### Rechtslage in Berlin

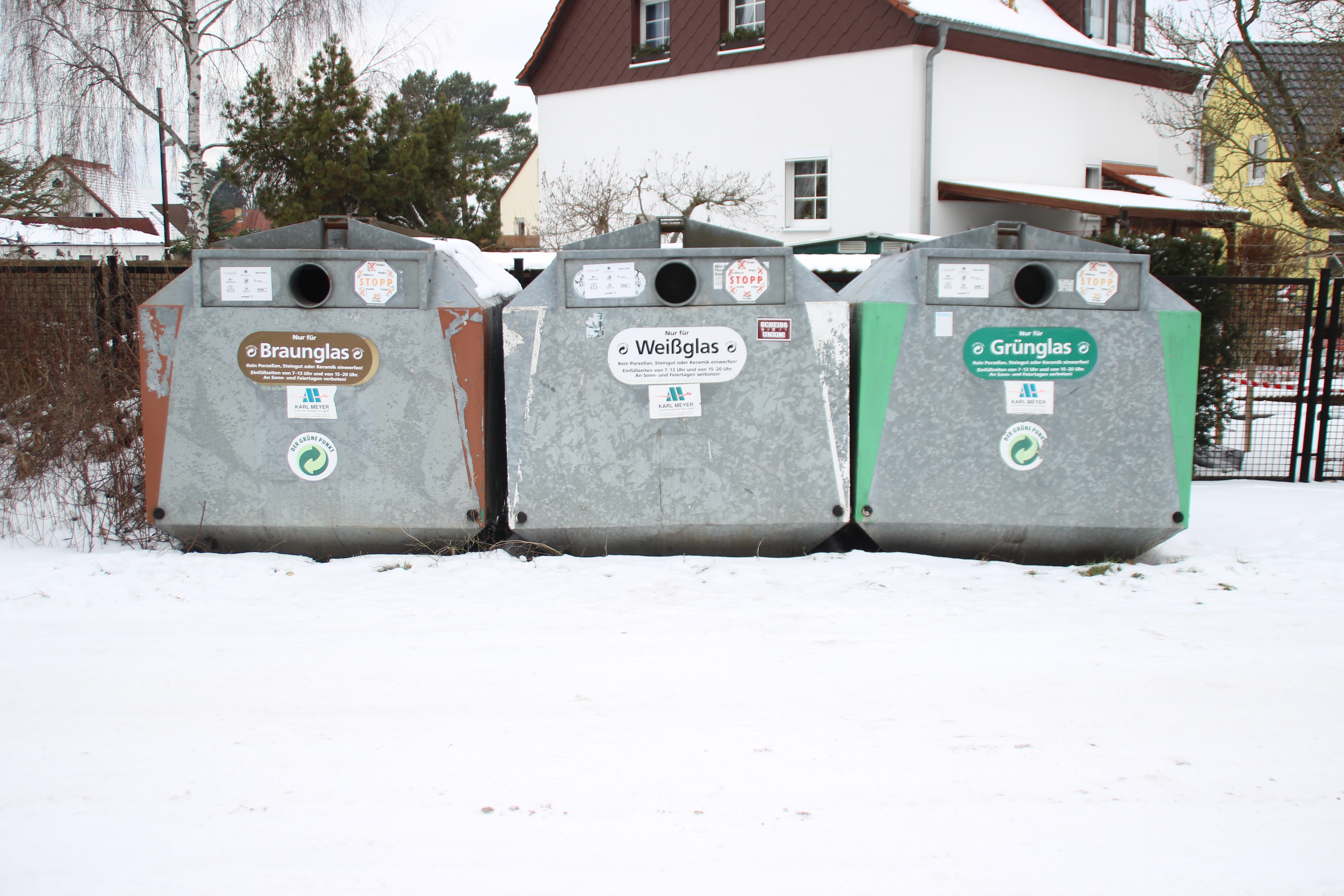
Glascontainer in Berlin, kein Einwurf von 20:00 bis 07:00: „Einfüllzeiten von 7 bis 13 Uhr und von 15 bis 20 Uhr. An Sonn- und Feiertagen verboten!“

In Berlin gilt laut LImSchG Bln von 2005 §3 Schutz der Nachtruhe: „Von 22.00 bis 6.00 Uhr ist es verboten, Lärm zu verursachen, durch den jemand in seiner Nachtruhe gestört werden kann.“ Der Senat weist hin auf „§ 117 des Ordnungswidrigkeitengesetzes bei Lärm während der Tageszeit (07.00 bis 20.00 Uhr)“, die Zeit außerhalb dieser Tageszeit dauert also von 20:00 bis 07:00.
Für Glascontainer nennt das Bezirksamt Charlottenburg-Wilmersdorf: „Einwurfzeiten sind: 7.00 – 13.00 und 15.00 – 20.00“, somit ergibt sich eine geschützte Zeit um die Nachtruhe herum von 20:00 bis 07:00.

### Rechtslage in Brandenburg
In Brandenburg gilt das Landesimmissionsschutzgesetz. In § 10 „Nachtruhe“ Abs. 1 heißt es: „Von 22 Uhr bis 6 Uhr sind Betätigungen verboten, welche die Nachtruhe zu stören geeignet sind.“ Ausnahmen davon sind in § 10 Abs. 2 geregelt. Zu Regelungen mit zeitlichen Ausnahmen gehören Nr. 3 „Ernte- und Bestellungsarbeiten zwischen 5 Uhr und 6 Uhr sowie zwischen 22 Uhr und 23 Uhr“ und Nr. 4 „Außengastronomie zwischen 22 Uhr und 24 Uhr. In Wohngebieten sowie in Gebieten mit überwiegender Wohnbebauung: an Freitagen, Samstagen sowie vor gesetzlichen Feiertagen zwischen 22 Uhr und 24 Uhr; von Sonntag bis Donnerstag zwischen 22 Uhr und 23 Uhr.“ Die Gemeinden können jedoch die Zeiten in Nr. 4 in bestimmtem Umfang modifizieren.

### Rechtslage in Hamburg
In Hamburg gilt das Hamburgisches Lärmschutzgesetz – HmbLärmSchG Vom 30. November 2010, es regelt in § 2 Arbeiten in Ruhezeiten: „An Sonn- und gesetzlichen Feiertagen ganztägig sowie an Werktagen in der Zeit von 20 Uhr bis 7 Uhr sind in Gebieten, in denen das Wohnen nach planungsrechtlichen Vorschriften allgemein zulässig ist, Arbeiten unter Einsatz von Werkzeugen oder Geräten verboten, die unbeteiligte Personen durch Geräusche erheblich belästigen.“

### Rechtslage in Nordrhein-Westfalen
In Nordrhein-Westfalen regelt das „Gesetz zum Schutz vor Luftverunreinigungen, Geräuschen und ähnlichen Umwelteinwirkungen (Landes-Immissionsschutzgesetz – LImschG)“ vom 18. März 1975 in § 9 Schutz der Nachtruhe Abs. 1: „Von 22 bis 6 Uhr sind Betätigungen verboten, welche die Nachtruhe zu stören geeignet sind.“ schränkt jedoch in Abs. 2 u. a. ein: „Das Verbot des Absatzes 1 gilt nicht für“ „1. Ernte- und Bestellarbeiten zwischen 5 und 6 Uhr sowie zwischen 22 und 23 Uhr“ und „2. die Außengastronomie zwischen 22 und 24 Uhr.“.

## Rechtslage in Österreich
In Graz gilt eine Immissionsschutzverordnung. Diese besagt in § 1: „Während der Zeit von 19 bis 7 Uhr, samstags auch von 12 bis 15 Uhr, sowie an Sonn- und Feiertagen sind – alle im Hauswesen anfallenden lärmerzeugenden Arbeiten in Gärten, Höfen und Gebäuden sowie – lärmerzeugende Gartenarbeiten, mit Ausnahme solcher auf Grünanlagen, die öffentlichen Zwecken dienen, verboten.“ und in § 3 Abs. 1 „Während der Zeit von 22 bis 7 Uhr ist in Wohngebieten das Halten von Tieren, die dazu neigen, durch häufige Lautäußerungen die Nachbarschaft zu belästigen, im Freien oder in offenen Räumen verboten.“

## Rechtslage in der Schweiz
In der Schweiz ist die Nachtruhe auf kantonaler oder auf Gemeindeebene geregelt. Sie gilt von 22 Uhr bis 6 oder 7 Uhr. Während der Sommerzeit gilt sie von 23 Uhr bis 6 oder 7 Uhr.